# Kirchdorf an der Iller
Kirchdorf an der Iller – miejscowość i gmina w Niemczech, w kraju związkowym Badenia-Wirtembergia, w rejencji Tybinga, w regionie Donau-Iller, w powiecie Biberach, wchodzi w skład związku gmin Illertal. Leży w Górnej Szwabii, nad rzeką Iller, ok. 25 km na wschód od Biberach an der Riß, przy autostradzie A7.